# Raymond (Washington)
Pour les articles homonymes, voir Raymond.
Raymond est une ville du Comté de Pacific dans l'État de Washington.
Sa population était de 2 975 habitants en 2000 et 2 882 habitants en 2010.
L'activité économique est basée sur la pêche et l'exploitation forestière, et à moindre mesure sur le tourisme.

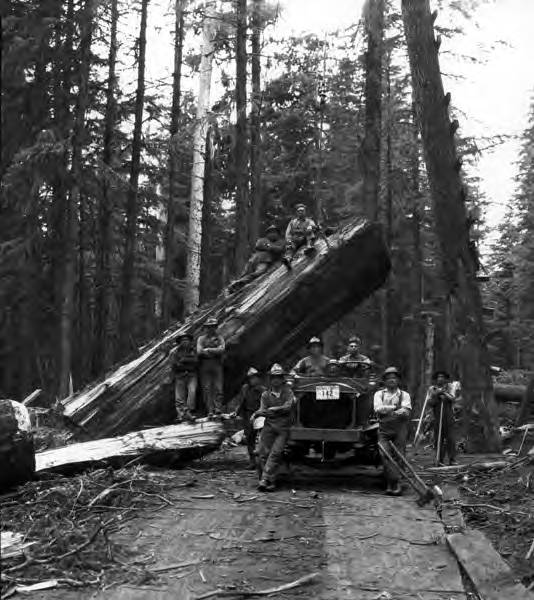
Exploitation forestière à Raymond vers 1918.

.